# Alectis (genre)
Pour les articles homonymes, voir Alectis.
Genre
Synonymes
- Alectes[1]
- Blepharichthys Gill, 1861[1]
- Blepharis Cuvier, 1816[1]
- Gallichtys Cuvier in Cuvier & Valenciennes, 1833[1]
- Gallus (Lacépède, 1802)[2]
- Gallus Lacepède, 1802[1]
- Hynnis Cuvier, 1833[1]
- Scyris (Cuvier, 1829)[2]
- Scyris Cuvier, 1829[1]

Alectis est un genre de poissons marins de la famille des Carangidae.

## Liste d'espèces
Selon FishBase (30 janvier 2016) et World Register of Marine Species (30 janvier 2016) :
- Alectis alexandrina (Geoffroy Saint-Hilaire, 1817) - Cordonnier bossu
- Alectis ciliaris (Bloch, 1787)  - Carangue à plumes
- Alectis indica (Rüppell, 1830) - Cordonnier plume

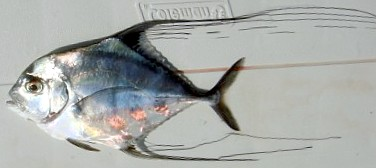
Alectis ciliaris
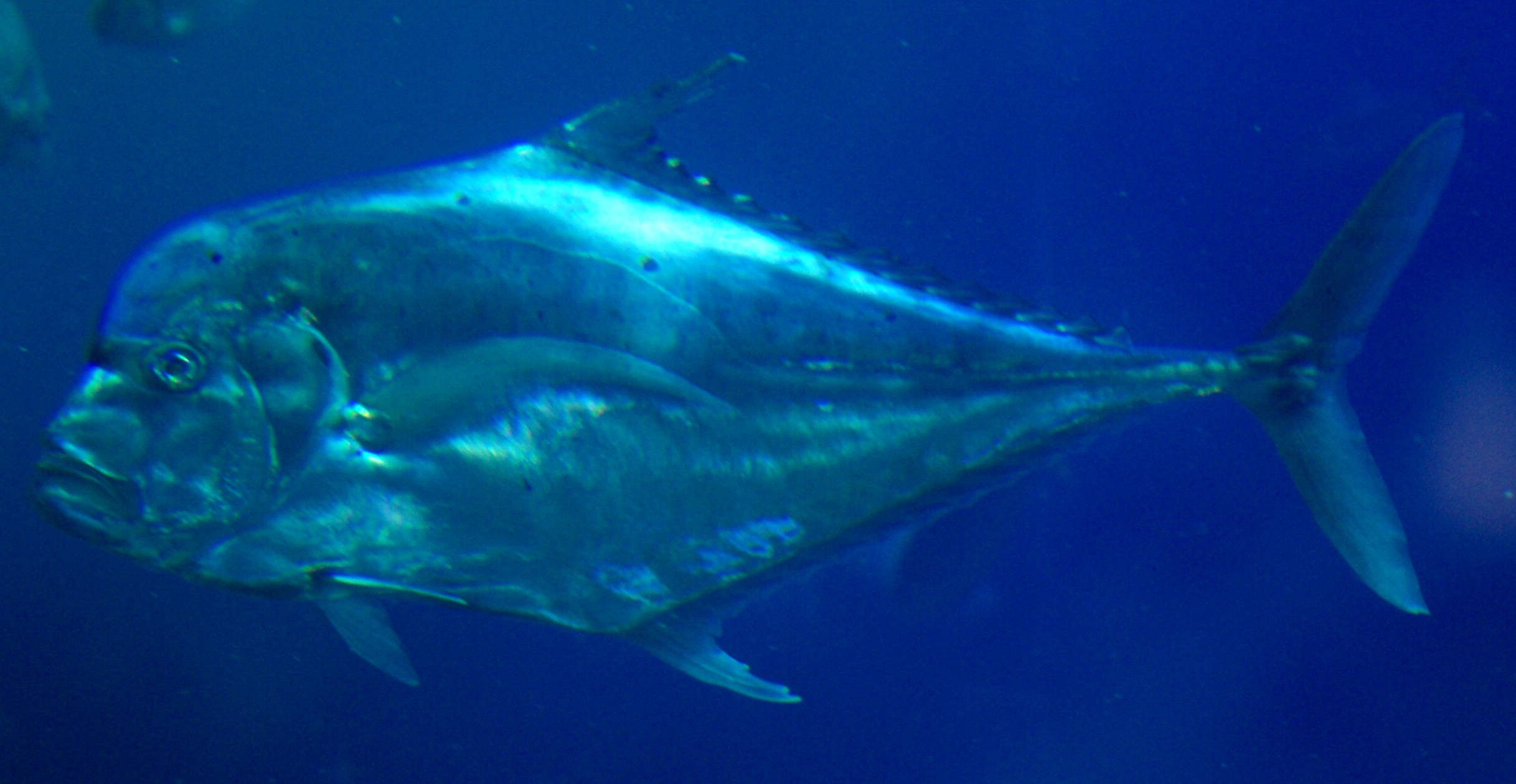
Alectis indica